# Gavere
Gavere is een plaats en gemeente in de Belgische provincie Oost-Vlaanderen. Gavere ligt aan de Schelde, tussen de steden Gent en Oudenaarde. De gemeente telt ruim 13.000 inwoners, die Gaverlingen worden genoemd.

## Geschiedenis
Gavere werd voor het eerst in het begin van de 10e eeuw vermeld en wel als Gavara naar gabra dat moeras betekent. In 1048 werd het, samen met het Land van Aalst waar het toe behoorde, onderdeel van het Graafschap Vlaanderen. De Heren van Gavere vormden een geslacht van machtige edelen. Het dorp Gavere was het centrum van een uitgebreide baronie die in 1518 tot graafschap en in 1540 tot prinsdom werd verheven. Lamoraal van Egmont werd de eerste prins.
De burcht van de heren van Gavere dateert al van de 12e en 13e eeuw. Het speelde een rol in de Slag bij Gavere die in 1453 werd uitgevochten tussen de hertog van Bourgondië Filips de Goede en de Gentenaren die in opstand kwamen tegen de hoge belastingen. In de 16e eeuw was de burcht al in verval en in 1658 werd hij ontmanteld.
Economisch was het stadje niet enkel van de landbouw afhankelijk, doch ook van ambacht en handel. Er was een weekmarkt en er waren drie jaarmarkten. In de 18e eeuw werd de linnennijverheid belangrijk. In de 19e eeuw ontstond er baksteennijverheid in de Scheldevallei.
In de 2e helft van de 20e eeuw werd Gavere meer en meer een forensenplaats. Het vervult ook een streekfunctie met scholen en diensten. Vanaf 1952 was er ook een militaire basis.

## Kernen
Gavere bestaat uit zes deelgemeenten. Asper wordt met de rest van de gemeente gescheiden door de Schelde. Dikkelvenne, Gavere, Semmerzake en in iets mindere mate Vurste zijn met elkaar vergroeid door middel van lintbebouwing.
In de gemeente liggen nog een tweetal grote gehuchten, Heedwijk en Sint-Janswijk.

### Deelgemeenten
|   | Naam             | Opp. (km²) | Inwoners (2020) | Inwoners per km² | NIS-code |
| - | ---------------- | ---------- | --------------- | ---------------- | -------- |
| 1 | Gavere (I)       | 4,41       | 2.834           | 642              | 44020A   |
| 2 | Semmerzake (III) | 4,60       | 1.585           | 344              | 44020B   |
| 3 | Vurste (IV)      | 3,78       | 1.029           | 272              | 44020C   |
| 4 | Baaigem (VI)     | 3,82       | 589             | 154              | 44020D   |
| 5 | Dikkelvenne (V)  | 9,14       | 2.293           | 251              | 44020E   |
| 6 | Asper (II)       | 5,83       | 4.572           | 784              | 44020F   |

De gemeente Gavere grenst aan volgende gemeenten en deelgemeenten:
| - a. Melsen (Merelbeke) - b. Schelderode (Merelbeke) - c. Munte (Merelbeke) - d. Scheldewindeke (Oosterzele) - e. Velzeke-Ruddershove (Zottegem) - f. Dikkele (Zwalm) - g. Beerlegem (Zwalm) - h. Meilegem | - i. Nederzwalm-Hermelgem - j. Zingem (Kruisem) - k. Huise (Zingem) - l. Ouwegem (Zingem) - m. Nazareth - n. Eke (Nazareth) - o. Zevergem (De Pinte) |

### Kaart

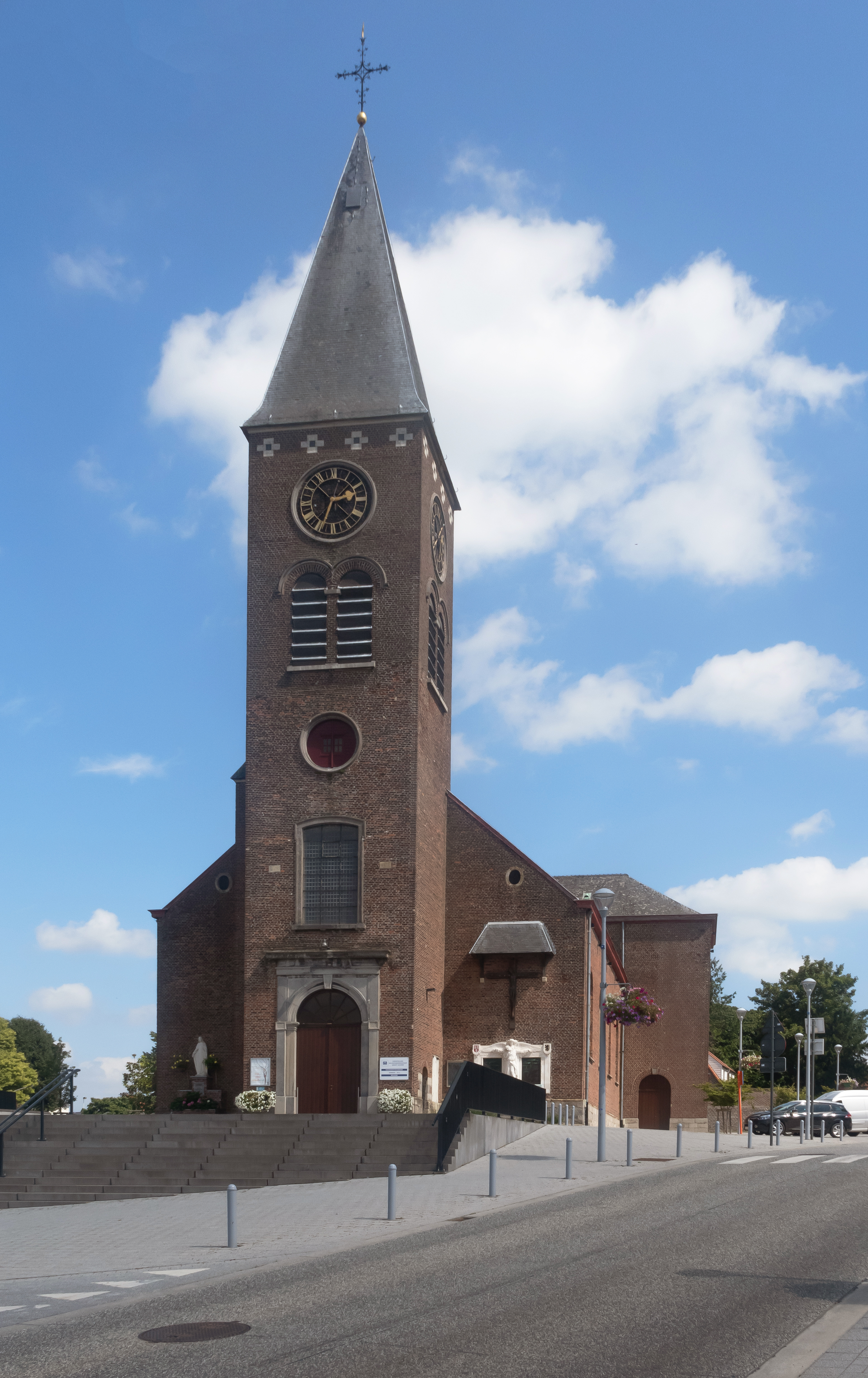
Parochiekerk Sint-Amandus

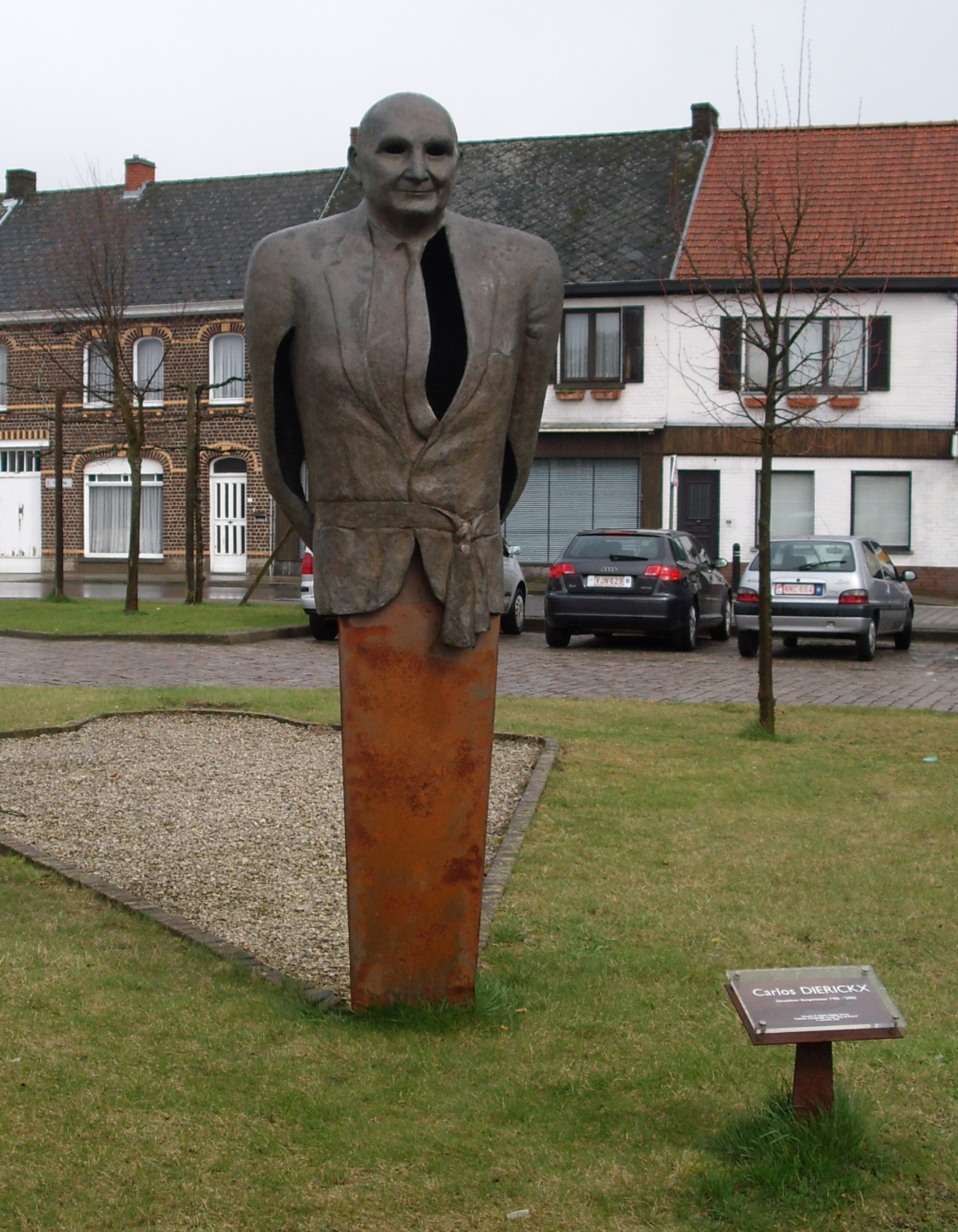
Standbeeld van burgemeester Carlos Dierickx (1916-2003)

## Bezienswaardigheden
- De Sint-Amanduskerk aan de Molenstraat
- De fontein
- Het Kasteel Grenier
- De Steenbakkerssite (Semmerzake) over de veldovens voor baksteen in de Scheldestreek.

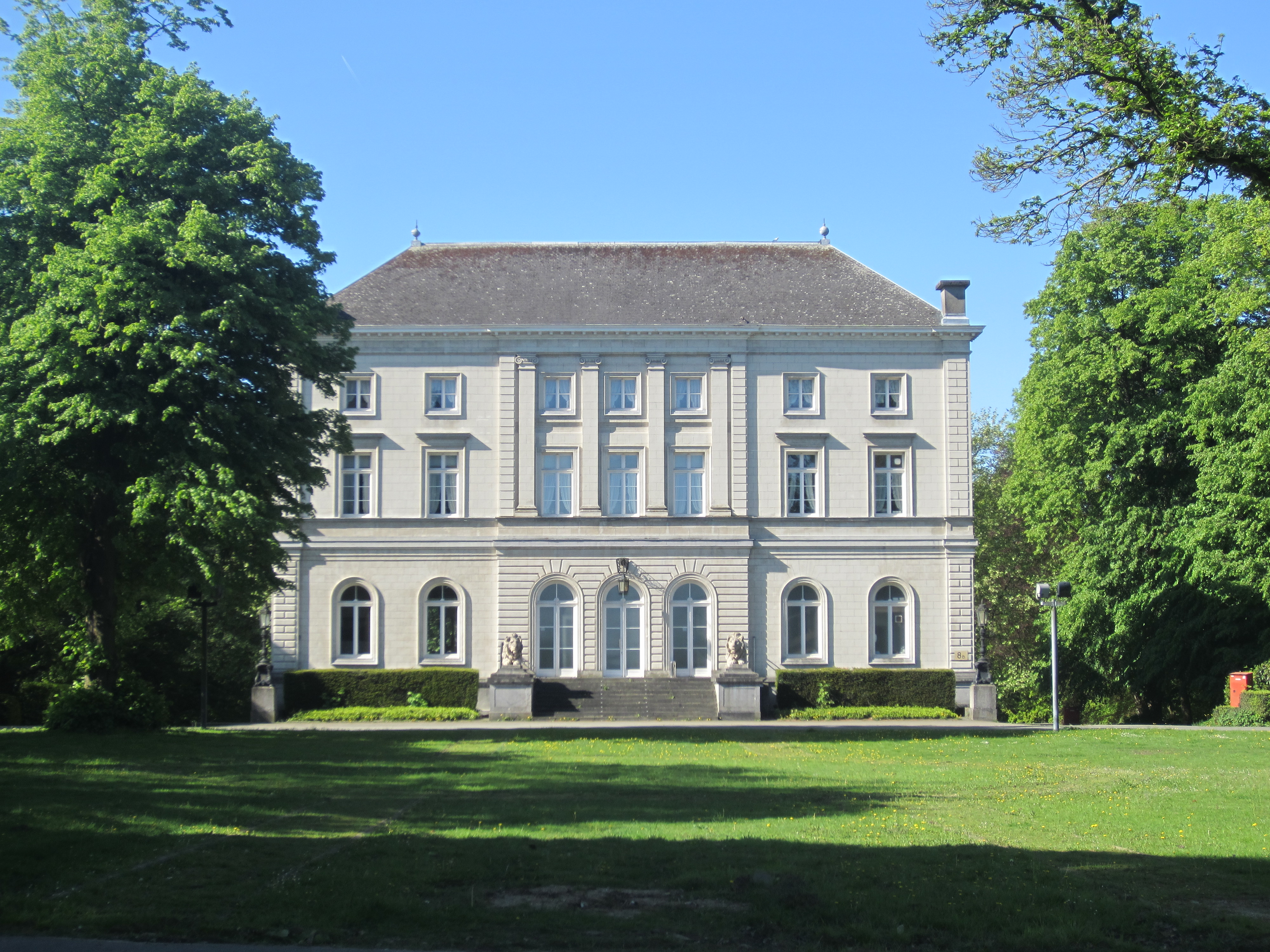
Kasteel Grenier in Gavere
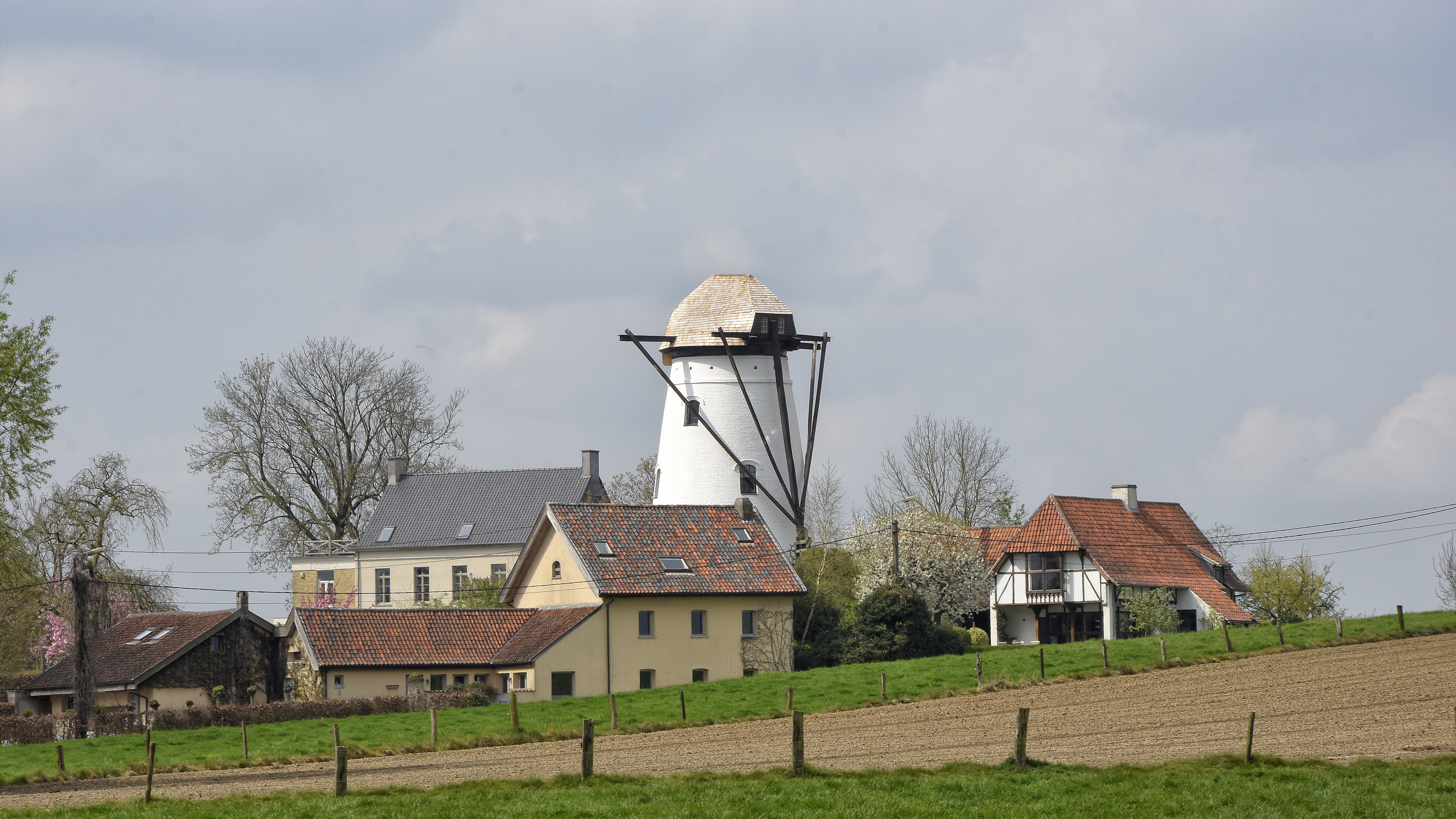
Prinsenmolen in Baaigem
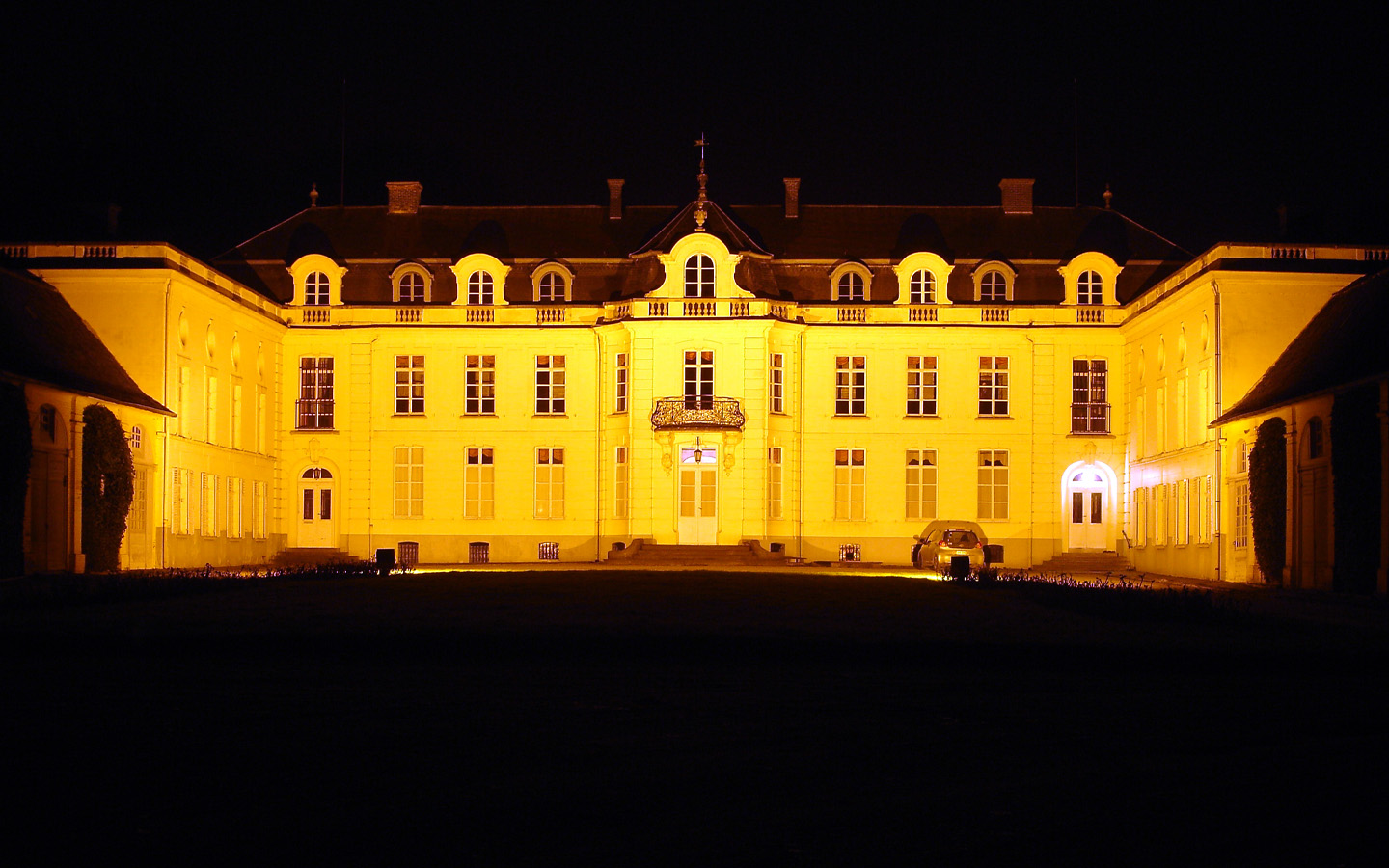
Kasteel Baudries in Dikkelvenne
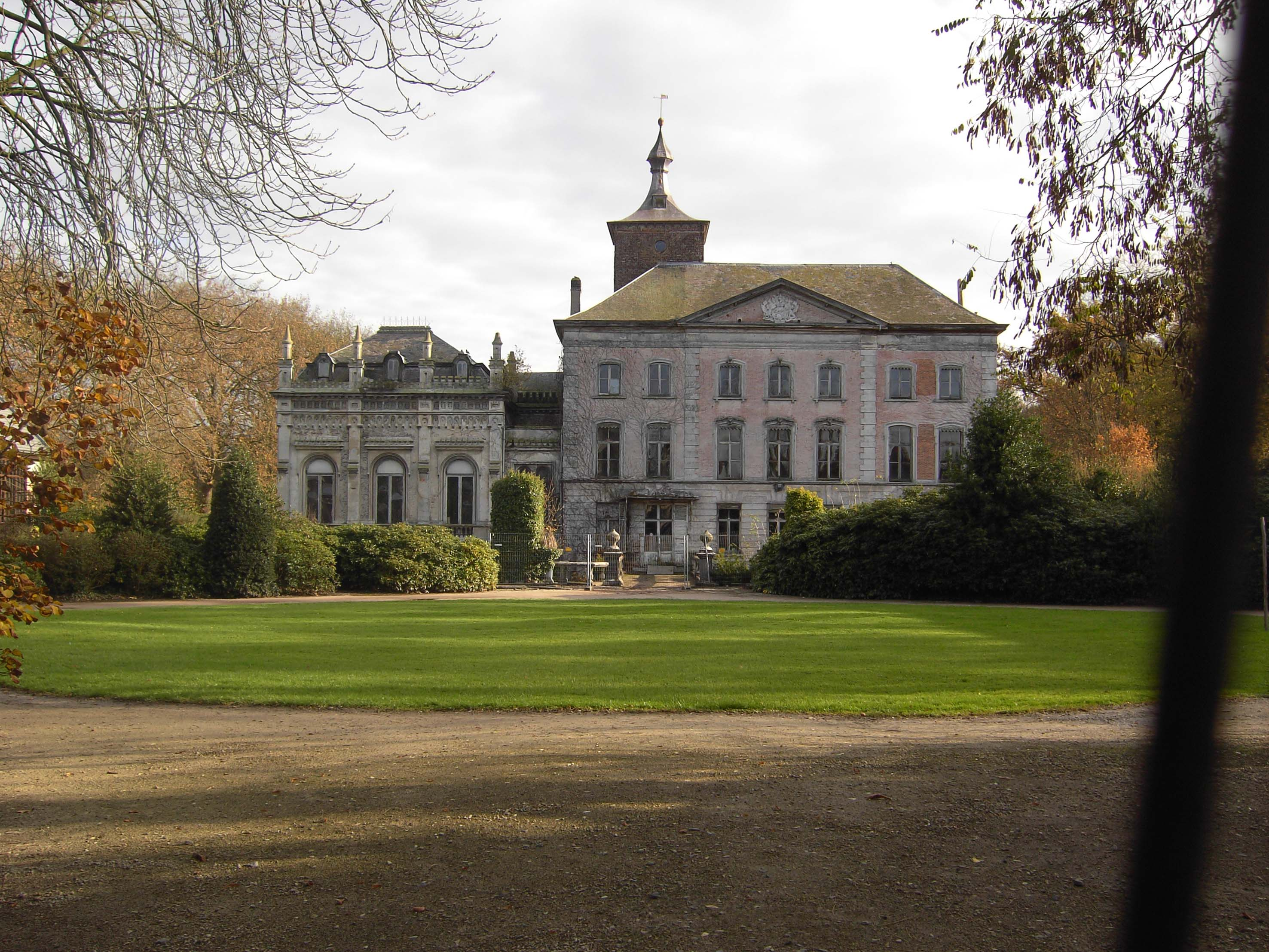
Kasteel Borgwal in Vurste

## Natuur en landschap
Gavere ligt aan de Schelde en wel op de hogere oever, waar de hoogte oploopt tot 45 meter. Ten zuiden van de dorpskom ligt een sluis in de Schelde.

## Demografie

### Demografische evolutie voor de fusie
- Bronnen:NIS, Opm:1831 t/m 1970=volkstellingen;1976=inwonertal op 31 december

### Demografische ontwikkeling van de fusiegemeente
Alle historische gegevens hebben betrekking op de huidige gemeente, inclusief deelgemeenten, zoals ontstaan na de fusie van 1 januari 1977.
- Bronnen:NIS, Opm:1831 tot en met 1981=volkstellingen; 1990 en later= inwonertal op 1 januari

| Inwoners van jaar tot jaar op 1 januari 1992 tot heden | Inwoners van jaar tot jaar op 1 januari 1992 tot heden | Inwoners van jaar tot jaar op 1 januari 1992 tot heden |
| jaar                                                   | Aantal                                                 | Evolutie: 1992=index 100                               |
| ------------------------------------------------------ | ------------------------------------------------------ | ------------------------------------------------------ |
| 1992                                                   | 10.878                                                 | 100,0                                                  |
| 1993                                                   | 10.998                                                 | 101,1                                                  |
| 1994                                                   | 11.166                                                 | 102,6                                                  |
| 1995                                                   | 11.284                                                 | 103,7                                                  |
| 1996                                                   | 11.466                                                 | 105,4                                                  |
| 1997                                                   | 11.617                                                 | 106,8                                                  |
| 1998                                                   | 11.698                                                 | 107,5                                                  |
| 1999                                                   | 11.767                                                 | 108,2                                                  |
| 2000                                                   | 11.847                                                 | 108,9                                                  |
| 2001                                                   | 11.879                                                 | 109,2                                                  |
| 2002                                                   | 11.896                                                 | 109,4                                                  |
| 2003                                                   | 11.895                                                 | 109,3                                                  |
| 2004                                                   | 11.916                                                 | 109,5                                                  |
| 2005                                                   | 11.947                                                 | 109,8                                                  |
| 2006                                                   | 12.004                                                 | 110,4                                                  |
| 2007                                                   | 12.179                                                 | 112,0                                                  |
| 2008                                                   | 12.226                                                 | 112,4                                                  |
| 2009                                                   | 12.461                                                 | 114,6                                                  |
| 2010                                                   | 12.450                                                 | 114,5                                                  |
| 2011                                                   | 12.451                                                 | 114,5                                                  |
| 2012                                                   | 12.529                                                 | 115,2                                                  |
| 2013                                                   | 12.600                                                 | 115,8                                                  |
| 2014                                                   | 12.601                                                 | 115,8                                                  |
| 2015                                                   | 12.595                                                 | 115,8                                                  |
| 2016                                                   | 12.680                                                 | 116,6                                                  |
| 2017                                                   | 12.771                                                 | 117,4                                                  |
| 2018                                                   | 12.769                                                 | 117,4                                                  |
| 2019                                                   | 12.805                                                 | 117,7                                                  |
| 2020                                                   | 12.903                                                 | 118,6                                                  |
| 2021                                                   | 13.007                                                 | 119,6                                                  |
| 2022                                                   | 13.205                                                 | 121,4                                                  |
| 2023                                                   | 13.217                                                 | 121,5                                                  |
| 2024                                                   | 13.311                                                 | 122,4                                                  |
| 2025                                                   | 13.353                                                 | 122,8                                                  |

## Politiek
Burgemeesters van Gavere waren:
- 1857-1907: Louis Haeghens
- Henri Langlois
- Hermanus Van Dooresele
- C. De Saegher
- Jean Baptiste Ghyselinck
- Dr.Paul de Clippele
- ?-1976: Antoine Verstraeten
- 1977-1998: Carlos Dierickx
- 1998-2015: Hugo Leroy
- 2015-2024: Denis Dierick
- 2024 -heden: Karel Hubau

#### 2013-2018
Burgemeester is Hugo Leroy (Open Vld-VOG). Hij leidt een coalitie bestaande uit Open Vld-VOG, CD&V en sp.a-Groen. Samen vormen ze de meerderheid met 14 op 23 zetels. Op 3 augustus 2015 gaf Hugo Leroy de burgemeesterssjerp door aan Denis Dierick (Open Vld-VOG).

#### 2019-2024
Burgemeester bleef Denis Dierick. Zijn partij Open Vld-VOG vormde een coalitie met CD&V en sp.a. De drie partijen vormen een meerderheid met 12 op 23 zetels.

#### 2024-2030
Na de verkiezingen van oktober 2024 werd het kartel Gavere Durft-N-VA-CD&V de grootste partij. De lijst vormde een coalitie met de verruimde Groen-lijst Sociaal Groen en Karel Hubau van Gavere Durft werd burgemeester.

### Resultaten gemeenteraadsverkiezingen sinds 1976
| Partij of kartel     | Partij of kartel                                                 | 10-10-1976 | 10-10-1976 | 10-10-1982 | 10-10-1982 | 9-10-1988 | 9-10-1988 | 9-10-1994 | 9-10-1994 | 8-10-2000 | 8-10-2000 | 8-10-2006 | 8-10-2006 | 14-10-2012 | 14-10-2012 | 14-10-2018 | 14-10-2018 | 13-10-2024 | 13-10-2024 |
| Stemmen / Zetels     | Stemmen / Zetels                                                 | %          | 21         | %          | 21         | %         | 21        | %         | 21        | %         | 21        | %         | 23        | %          | 23         | %          | 23         | %          | 23         |
| -------------------- | ---------------------------------------------------------------- | ---------- | ---------- | ---------- | ---------- | --------- | --------- | --------- | --------- | --------- | --------- | --------- | --------- | ---------- | ---------- | ---------- | ---------- | ---------- | ---------- |
|                      | De BrugC                                                         | -          |            | -          |            | -         |           | -         |           | -         |           | 30,54C    | 7         | 10,05C     | 2          | -          |            | -          |            |
|                      | CVP1/ VODA/ CVP-VUB/ De BrugC/ CD&V3/ Gavere Durft N-VA CD&VF    | 40,081     | 10         | 38,581     | 9          | 21,271    | 5         | 34,08A    | 8         | 22,78B    | 6         | 30,54C    | 7         | 13,463     | 3          | 11,23      | 2          | 44,1F      | 11         |
|                      | VU1/ VODA/ CVP-VUB/ Gavere Durft/N-VA2/Gavere Durft N-VA CD&V F  | -          |            | 3,591      | 0          | 6,541     | 0         | 34,08A    | 8         | 22,78B    | 6         | -         |           | 27,722     | 7          | 34,22      | 9          | 44,1F      | 11         |
|                      | PVV1/ VOG2/ VOGVLD3/ VLD-VOG4/ Open Vld-VOG5/ Team BurgemeesterE | 25,071     | 5          | 46,762     | 11         | 48,12     | 13        | 43,063    | 10        | 46,924    | 13        | 46,454    | 12        | 31,975     | 9          | 36,65      | 9          | 41,3E      | 10         |
|                      | PVV1/ VOG2/ VOGVLD3/ VLD-VOG4/ Open Vld-VOG5/ Team BurgemeesterE | 28,562     | 6          | 46,762     | 11         | 48,12     | 13        | 43,063    | 10        | 46,924    | 13        | 46,454    | 12        | 31,975     | 9          | 36,65      | 9          | 41,3E      | 10         |
|                      | SP1/ sp.a-Spirit2/ sp.a-GroenD/ sp.a3/ Team BurgemeesterE        | 6,291      | 0          | 11,071     | 1          | 13,151    | 3         | 14,991    | 2         | 11,851    | 2         | 14,512    | 3         | 12,37D     | 1          | 7,43       | 1          | 41,3E      | 10         |
|                      | AGALEV1/ sp.a-GroenD/ Groen2/ Sociaal-Groen3                     | -          |            | -          |            | 3,481     | 0         | -         |           | 5,661     | 0         | -         |           | 12,37D     | 1          | 10,62      | 2          | 14,53      | 2          |
|                      | Vlaams Blok1/ Vlaams Belang2                                     | -          |            | -          |            | -         |           | -         |           | 5,371     | 0         | 8,52      | 1         | 4,432      | 0          | -          |            | -          |            |
|                      | ANDERS                                                           | -          |            | -          |            | -         |           | 7,88      | 1         | 5,22      | 0         | -         |           | -          |            | -          |            | -          |            |
| Anderen(*)           | Anderen(*)                                                       | -          |            | -          |            | 7,46      | 0         | -         |           | 2,2       | 0         | -         |           | -          |            | -          |            | -          |            |
| Totaal stemmen       | Totaal stemmen                                                   | 7022       | 7022       | 7421       | 7421       | 7924      | 7924      | 8400      | 8400      | 8904      | 8904      | 6200      | 6200      | 9492       | 9492       | 9751       | 9751       | 6900       | 6900       |
| Opkomst %            | Opkomst %                                                        |            |            |            |            | 97,53     | 97,53     | 96,02     | 96,02     | 96,24     | 96,24     | 96,00     | 96,00     | 94,35      | 94,35      | 95,4       | 95,4       | 65,2       | 65,2       |
| Blanco en ongeldig % | Blanco en ongeldig %                                             | 1,72       | 1,72       | 2,39       | 2,39       | 2,57      | 2,57      | 4,04      | 4,04      | 2,98      | 2,98      | 3,80      | 3,80      | 4,09       | 4,09       | 4,2        | 4,2        | 1,4        | 1,4        |

De rode cijfers naast de gegevens duiden aan onder welke naam de partijen telkens bij een verkiezing opkwamen.

De zetels van de gevormde meerderheid staan vetjes afgedrukt. De grootste partij is in kleur.

(*) 1988: OSKAR (4,13%), NGG (3,33%) / 2000: SMET

## Diensten
- In de deelgemeente Semmerzake is het militaire luchtvaartcontrolecentrum gevestigd dat in de Militaire Air Traffic Control van de NAVO een zeer belangrijke rol speelt.
- In Gavere is het militair domein aan Kasteel Grenier de uitvalsbasis voor opleiding van paracommando's.
- Gavere huisvest ook een brandweerkazerne die deel uitmaakt van Brandweerzone Centrum.

## Trivia
- In 2007 was Gavere dorp van de ronde in de Ronde van Vlaanderen.
- Sinds 1983 wordt in Gavere elk jaar een wedstrijd veldrijden georganiseerd.
- Sinds 2023 is het Gaverse koekje 'Valeirke' erkend als Vlaams streekproduct[7]

## Bekende personen
- James Cooke is opgegroeid in Gavere.
- Thomas De Gendt, wielrenner. Winnaar van etappes in o.a. de Ronde van Frankrijk, Italië en Spanje. Derde plaats in het eindklassement van de ronde van Italië.
- Alexander van Grotenhuis. Zeiler; 3de op het wereldkampioenschap zeilen in 2013 en 3-voudig Belgisch kampioen.
- Rodolphe Desaegher (Gavere 1871-1949), kunstschilder. Tijdgenoot en vriend van Emile Claus. Behalve schilder ook advocaat, schepen van Cultuur te Gent, provincieraadslid en volksvertegenwoordiger.
- Arthur Decabooter (1936-2012), wielrenner, winnaar van onder andere de ronde van Vlaanderen in 1960.
- Hugo Leroy, burgemeester, maakte in 2009 een spraakmakend en controversieel optreden in het VRT-programma Man Bijt Hond. Hij haalde hiermee de nationale pers.
- Jacques Van Caneghem (Gavere 1684-1754), griffier. Grootvader van Gents industrieel Jacob Lieven van Caneghem (1764 - 1847) en voorvader van Koningin Mathilde.
- Gert Van Weyenberg, kunstenaar Dikkelvenne.
- Victor Campenaerts, profwielrenner en voormalig uurrecordhouder. Winnaar van etappes in o.a. de Ronde van Frankrijk en Italië. Winnaar prijs van de strijdlust Ronde van Frankrijk 2023.
- Louis De Meester, (1904 - 1987) componist.

## Nabijgelegen kernen
Dikkelvenne, Semmerzake, Vurste, Baaigem, Asper,